# Isla de la Guanaba

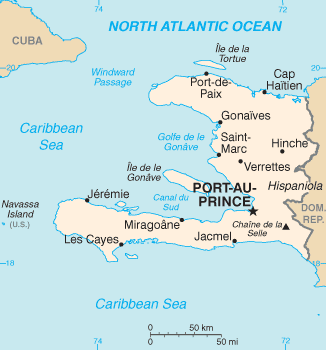
Mapa de Haití: en el centro, la isla de la Guanaba.

La isla de la Guanaba (en francés: Île de la Gonâve; y en criollo haitiano: il Lagonav) está situada en Haití al oeste de Puerto Príncipe en el golfo de la Guanaba (18°50′N 73°5′O / 18.833, -73.083). La isla es un arrondissement (distrito) en el departamento Oeste e incluye las comunas de Anse-à-Galets y de Pointe-à-Raquette. Compuesta sobre todo de piedra caliza, la isla tiene 60 km de largo y 15 km de anchura y un área total de 743 km². La isla es, sobre todo, estéril y montañosa con el punto más alto que alcanza 300 m. El paisaje rugoso, estéril y seco impide el cultivo de la tierra para la agricultura, y la población humana en la isla es de 80.000 personas.
La isla fue utilizada como base para los piratas. En 1925 un militar estadounidense, Faustin Wirkus, fue proclamado Rey de la isla con el nombre Faustino II hasta 1929 cuando fue expulsado por el gobierno haitiano.
- Datos: Q268282
- Multimedia: Île de la Gonâve / Q268282